# Neuer jüdischer Friedhof (Benešov)

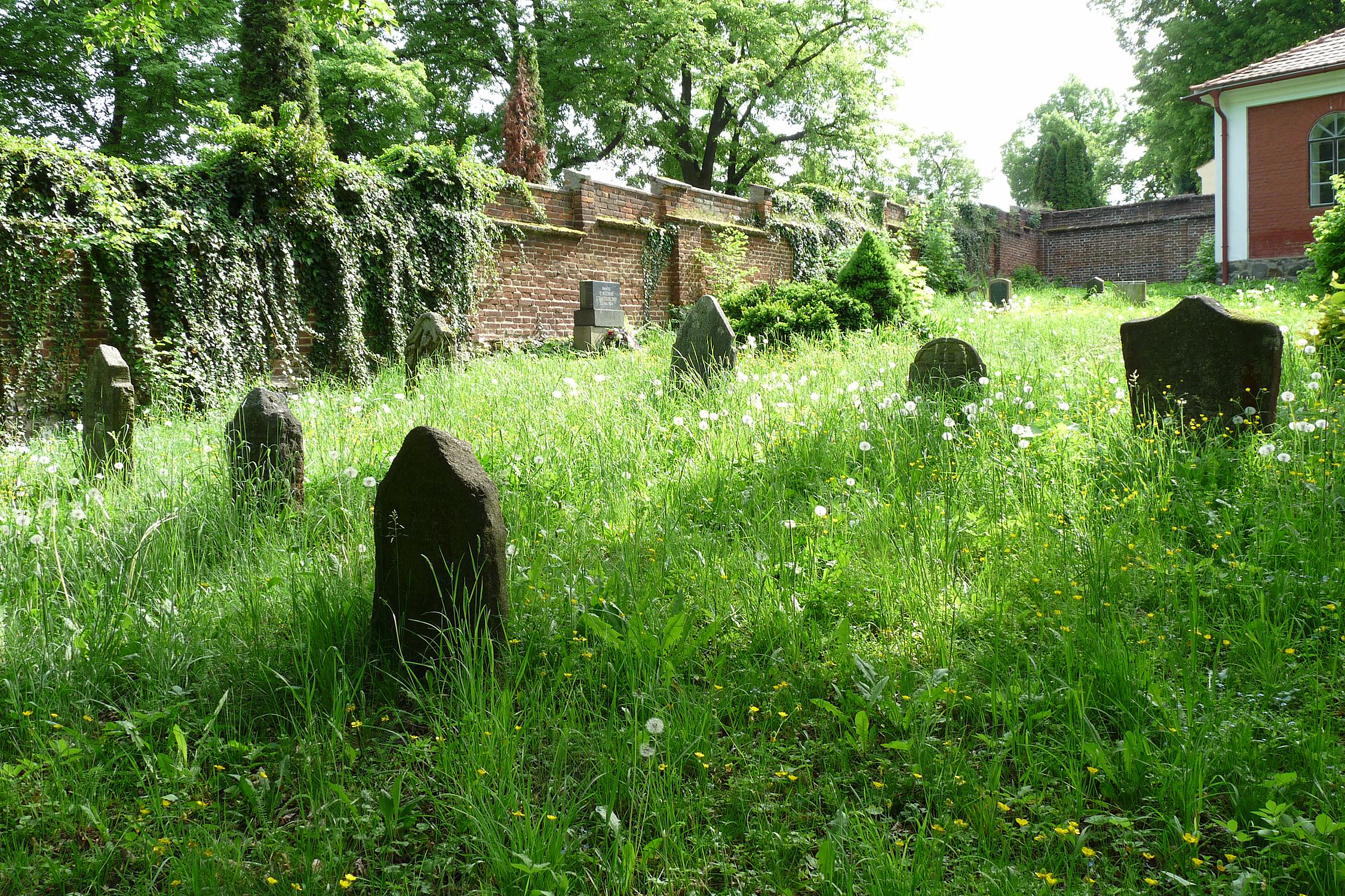
Der neue jüdische Friedhof in Benešov

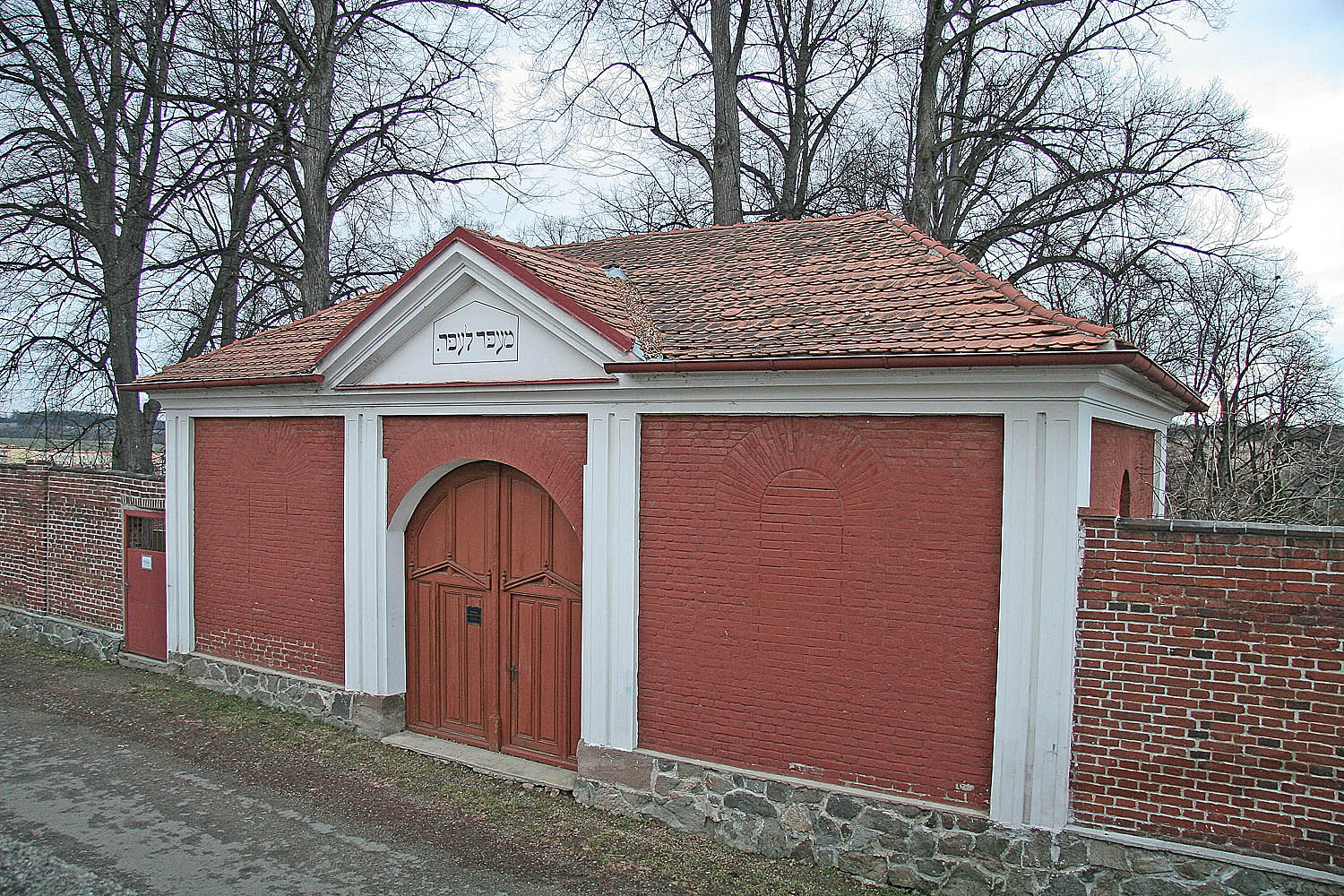
Taharahaus

Der Neue jüdische Friedhof in Benešov (deutsch Beneschau), einer tschechischen Stadt im Okres Benešov in der Mittelböhmischen Region, ist ein jüdischer Friedhof, der in der Mitte des 19. Jahrhunderts angelegt wurde.
Der neue jüdische Friedhof ersetzte eine aus dem 17. Jahrhundert stammende Begräbnisstätte, den Alten jüdischen Friedhof in Benešov. Ein Teil der alten Grabsteine (Mazevot) wurde später auf das neue Gelände verbracht.